# Révai kis lexikona
A Révai kis lexikona A–Z, alcímén A mindennapi élet és az összes ismeretek enciklopédiája egy kisebb terjedelmű magyar lexikon, amely a Horthy-korszakban (1936) jelent meg. A mű nem azonos az 1947–1948-ban megjelent Révai kétkötetes lexikonával.

## Jellemzői
A Révai kis lexikona bizonyos értelemben a 21 kötetes Révai nagy lexikona kiegészítőjének-utódjának tekinthető. Előbbinek főszerkesztője – Révay Mór János halála után – Varjú Elemér művelődéstörténész volt, és ugyanő vállalta a kis lexikon szerkesztését is.
A Révai kis lexikona 1936-ban jelent meg természetesen a Révai Irodalmi Intézet kiadásában 1095 kéthasábos nyomtatott oldalon. A kiadó a kis lexikon megjelenése alkalmából 32 oldalas térképgyűjteményt ajándékozott megrendelőknek A magyar Glóbus – Csonka-Magyarország vármegyéinek atlasza címmel.

## Kiállítása
A mű fizikai mérete is kisebb volt a nagy lexikonnál, mindössze 22 x 14 cm-es papírra nyomták. (A nagy lexikon 24 x 17 cm-es volt.) A kis lexikon egy és két kötetes változatban is megjelent.
A kiadó törekedett arra, hogy a nagy lexikonhoz hasonlóan a kicsi is bőségesen legyen illusztrálva, erről 1497 szövegkép és statisztikai tábla, 62 színes és fekete műmelléklet, és 18 színes térképlap gondoskodott.
A kislexikon többféle borítótípussal látott napvilágot:
- a nagy lexikonhoz hasonló sötétkék borító + dombornyomott sötétkék gerinc, felül aranyozott mezőben sorozat-, alul ugyanígy kötetcím[3]
- barna borító, közepén függőleges aranycsík + bordázott barna gerinc, felül aranyozott szélű zöld mezőben sorozat-, alul ugyanígy kötetcím[4]
- sötétzöld borító, közepén függőleges aranycsík + bordázott barna gerinc, felül aranyozott szélű zöld mezőben sorozat-, alul ugyanígy kötetcím[6]

## Reprint kiadása
A Révai kis lexikona az ezredforduló táján több reprint kiadásban megjelent:
- 1991-ben a budapesti Merhavia Kft. adta ki újra az egy kötetes változatot, de vörös műbőrborítóval (ISBN 963-7587-06-3)[7]
- 1993-ban a budapesti Lux Primo Kft. adta ki újra az egy kötetes, aranyozott gerincű változatot (ISBN 963-7658-14-9)[8]
- 1994-ben a budapesti Ész Érv Bt. adta ki újra az egy kötetes, aranyozott gerincű változatot (ISBN 963-04-3956-5)[9]
- az 1990-es években a budapesti Inkvizítor Könyvkiadó Kft. adta ki újra az egy kötetes változatot, de vörös papírborítóval, elől aranyozott felirattal, arany sarokdísszel (ISBN 963-9030-08-2)[10]

## A lexikon kötetbeosztása
A 2 kötetes változat kötetbeosztása a következő volt:
| Kötetszám | Kötetcím | Kiadási év | Oldalszám |
| --------- | -------- | ---------- | --------- |
| I. kötet  | A–J      | 1936       | 1–512     |
| II. kötet | K–Z      | 1936       | 513–1095  |